# Коммодификация
Коммодифика́ция (англ. commodification, от commodity — товар, произведенный для реализации) — превращение тех или иных благ в товар; процесс, в результате которого различные виды человеческой деятельности обретают денежную стоимость. 
В разные исторические периоды то или иное благо может приобретать как статус товара, так и терять его. Так, например, в Средние века продавались индульгенции, то есть за деньги прощались грехи, а в XIX веке отцы требовали от мужчин, лишивших их дочерей девственности, денежной компенсации(то есть девственность превращалась в товар; современным примером этого являются случаи продажи девственности на интернет-аукционах). Коммодификация секса существует в различных формах (секс-индустрия), проституция является лишь одной из них.
Говорят также о коммодификации материнства в связи с суррогатным материнством, но ещё задолго до его появления роль матери легко распадалась на множество отдельных аспектов, выполняемых различными, зачастую нанятыми людьми — кормилицами, нянями, гувернантками. 
Часто говорят о коммодификации искусства в разных формах (например, в форме издания календарей с репродукциями известных картин).
С давних пор денежная оценка того, что нельзя приобрести за деньги, широко распространена в сфере правосудия. Например, здоровье сложно эквивалентно оценить деньгами, однако денежные компенсации за утрату здоровья по чьей-то вине издавна являются обычной практикой. Еще более показательны компенсации морального вреда за оскорбление чести и достоинства и т.п., предполагающие прямую конвертацию «ценности» в «цену».
Нередко считается, что всё, что превратилось в товар, автоматически попадает в орбиту капитализма и превращается в средство порабощения людей, однако, например, продажа своих картин избавляет художника от зависимости от меценатов, замена призыва в армию службой по контракту также является освобождением, женщины требуют платы за домашний труд, указывая на его экономическое значение, и т.п.
Также отмечается, что деньги приходят на помощь, если ценность блага сложно выразить в
социальных категориях — картины, купленные музеями, а не полученные в дар, вызывают большее любопытство у аудитории, а масштабы экологических угроз лучше осознаются благодаря огромным суммам, выплачиваемым в качестве компенсаций экологического вреда.